# ویژبینه (استان اشوی‌داشکسیه)
ویژبینه (به لهستانی: Wierzbiny) یک منطقهٔ مسکونی در لهستان است که در گمینا اوبرازوو واقع شده‌است.